# Gezicht op het IJ en Amsterdam
Gezicht op het IJ en Amsterdam is een schilderij van Jan ten Compe in het Amsterdam Museum.

## Voorstelling
Het stelt een groot aantal schepen voor op het IJ voor Amsterdam. Op de achtergrond is het silhouet van de stad Amsterdam te zien met link de torenspits van de Oude Kerk, in het midden, tussen de masten van een oorlogsschip, de toren van het stadhuis (nu Paleis op de Dam) en rechts de Ronde Lutherse Kerk en de Haringpakkerstoren. Het is een van de weinige 18e-eeuwse stadsgezichten van Amsterdam waarop de stad in de volle breedte te zien is.

## Toeschrijving en datering
Het werk is rechtsonder gesigneerd ‘J.T. Compe. f.[ecit] 1752’ op het zwaard van het schip op de voorgrond.

## Herkomst
Het schilderij werd op 28 mei 1971 geveild bij veilinghuis Hôtel Drouot in Parijs. Het werd op 21 januari 1972 aangekocht door het Amsterdam Museum van kunsthandel Edward Speelman Ltd. in Londen.